# جوستين كيمب
جوستين كيمب (2 أكتوبر 1977 في جنوب أفريقيا - ) (بالإنجليزية: Justin Kemp)‏ هو لاعب كريكت جنوب أفريقي. شارك مع منتخب جنوب أفريقيا الوطني للكريكت. أما مع النوادي، فقد لعب مع تشيناي سوبر كينغز ونادي مقاطعة ورسسترشاير للكريكيت ‏ وKent County Cricket Club ‏ وCape Cobras ‏ وEastern Province (cricket team) ‏ ونادي الشماليين للكريكت ‏ وفريق المحافظة الغربية للكريكت ‏ وTitans (cricket team) ‏.

## وصلات خارجية
- جوستين كيمب على موقع إي آس بي آن كريك إنفو (الإنجليزية)